# Michael Frey (Fussballspieler)
Michael Frey (* 19. Juli 1994 in Münsingen) ist ein Schweizer Fussballspieler. Er steht bei den Queens Park Rangers unter Vertrag und ist ehemaliger Schweizer Juniorennationalspieler.

## Jugend und Familie
Frey wuchs in Münsingen auf und besuchte später in Bern die Schule für Gestaltung.
Sein älterer Bruder David Frey spielte ebenfalls für den BSC Young Boys und stand zudem beim FC Thun unter Vertrag.

## Karriere
Frey ist ein 1,89 m grosser Stürmer. Er agiert primär als Mittelstürmer, und unter den Fussballtrainern Bernard Challandes und Uli Forte konnte er auch im offensiven Mittelfeld als Spielmacher hinter den bzw. dem Stürmer(n) spielen, aufgrund seiner fussballerischen «guten» Spielübersicht.

### Verein
Frey begann das Fussballspielen mit fünf Jahren beim FC Münsingen. 2008 kam er als Juniorenspieler zu den BSC Young Boys und spielte dann bis 2010 für den FC Thun. Seit Ende der Saison 2011/12 wurde er in der ersten Mannschaft des BSC Young Boys eingesetzt. Durch seine Laufbereitschaft, seinen Einsatzwillen und seine Tore wurde er in Bern zum Publikumsliebling. Im Laufe der Saison 2013/14 avancierte Frey zum «effizientesten Skorer der […] Super League [(SFL)]». Im Januar 2014 wurde er bei der SFL-Award-Night neben den Nominierten Josef Martínez und Mohamed Salah von einer «Fachjury […] der Swiss Football League» zum «Swiss Football League Best Youngster 2013» ausgezeichnet. Sein Vertrag lief bis zum Sommer 2016.
Anfang September 2014 wechselte Frey jedoch zum Europacupteilnehmer OSC Lille und unterzeichnete dort einen Vierjahresvertrag. Die Ablöse soll drei Millionen Euro betragen haben. Er sollte den nach Deutschland abgewanderten Stürmer Salomon Kalou ersetzen. Frey konnte sich in Lille nicht durchsetzen, aufgrund einer Verletzung konnte er nicht an seine vorherigen fussballerischen Leistungen aus der Young-Boys-Zeit anknüpfen. Am 27. Januar 2016 wurde Frey bis zum Saisonende 2015/16 in die Schweiz an den FC Luzern ausgeliehen. Nach seiner Rückkehr spielte der Stürmer je eine Saison bei seinem alten Verein BSC Young Boys sowie beim FC Zürich, mit dem er 2018 den Schweizer Cup gewann und mit einem Tor im Cupfinal gegen seinen ehemaligen Verein BSC Young Boys massgeblich zum Sieg beitrug. Für Zürich erzielte Frey wettbewerbsübergreifend in 39 Partien 16 Treffer.
Zur Süper-Lig-Saison 2018/19 verpflichtete der türkische Erstligist Fenerbahçe Istanbul den Angreifer und setzte ihn 22-mal ein, wobei er fünf Tore erzielte. Mit dem Verein wurde Frey am Saisonende Sechster und scheiterte somit knapp um einen schlechteren Tabellenplatz zur Qualifikation für den Europacup. Der in die deutsche 2. Bundesliga abgestiegene 1. FC Nürnberg vereinbarte mit Fenerbahçe im August 2019 ein bis zum Saisonende gültiges Leihgeschäft für den Schweizer. Zur Spielzeit 2020/21 kehrte Frey zu Fenerbahçe zurück und bestritt im September 2020 ein Ligaspiel.
Danach wurde er Anfang Oktober 2020 für den Rest der Spielzeit an den belgischen Erstligisten Waasland-Beveren ausgeliehen. In der Hauptrunde der belgischen Meisterschaft 2020/21 erzielte Frey im April 2021 einen seltenen Hattrick, indem er seine drei Tore je einmal mit dem linken Fuss, mit dem Kopfballspiel aus dem laufenden Spiel heraus und mit dem rechten Fuss über eine Standardsituation mittels Penalty erzielte. Dies entsprach einem «perfekte[n] Hattrick». Am Saisonende stieg er mit der Mannschaft in der Barrage ab und war mannschaftsintern der Torschützenkönig. Für Waasland-Beveren erzielte Frey in den belgischen Fussballwettbewerben 17 Tore in 31 Ernstkämpfen. Nach Leihende wurde er im Juni 2021 von Fenerbahçe zum belgischen Europacupteilnehmer Royal Antwerpen transferiert und blieb somit der belgischen Erstliga weiter erhalten. In der 3. Runde der belgischen Meisterschaftshauptrunde 2021/22 verschaffte Frey seiner Mannschaft den ersten Saisonsieg, indem er beim 5:2-Auswärtssieg gegen Standard Lüttich alle Tore seiner Mannschaft erzielte, wovon er unter anderem in der zweiten Halbzeit der Ligabegegnung innerhalb von neun Spielminuten (59. min., 61. min. und 68. min.) einen lupenreinen Hattrick erzielte. In seiner ersten Saison bestritt er 39 von 40 möglichen Ligaspielen, in denen er 23 Tore schoss, und kam damit auf Platz 2 der Torschützenwertung. Hinzu kamen ein Cupspiel und sechs Spiele in der Europa League. In der nächsten Saison bestritt er 14 von 21 möglichen Ligaspielen, in denen er sieben Tore schoss, sowie drei Cupspiele und sechs Spiele in der Qualifikation zur Conference League mit jeweils einem Tor.
Im Januar 2023 wechselte Frey bis zum Ende der Saison 2022/23 auf Leihbasis in die Bundesliga zum abstiegsbedrohten FC Schalke 04. Er konnte jedoch den Abstieg der Schalker nicht verhindern und blieb in fünfzehn Spielen ohne Torerfolg. Nachdem er nach seiner Rückkehr nach Antwerpen weder in der Division 1A noch einem anderen Wettbewerb zum Einsatz gekommen war, wechselte Frey Ende Januar 2024 zu den Queens Park Rangers.

### Nationalmannschaft
Michael Frey spielte zwischen 2009 und 2016 für die Schweizer Nachwuchsnationalmannschaften von der U15 bis U19 und die U21, dabei bestritt er insgesamt 50 U-Länderspiele. Er begann im April 2009 seine Nationalmannschaftskarriere mit einem Einsatz für die U15-Junioren der Schweiz. Des Weiteren nahm er an mehreren Qualifikationsturnieren der U17-, U19- und U21-Europameisterschaften teil.
Im Oktober 2014 wurde Frey mit 20 Jahren unter dem National-Trainer Vladimir Petković für zwei Qualifikationsspiele zur UEFA Euro 2016 erstmals in das Aufgebot der Schweizer A-Nationalmannschaft nominiert, kam dort aber nicht zum Einsatz.

## Palmarès
- Young Boys Bern
  - Bester Youngster des Jahres der Swiss Football League (SFL): 2013[6]
  - Schweizer Super League: Vizemeister 2016/17[2]

- FC Zürich
  - Schweizer Cup: Sieger 2018[2]